# پاخار (باشقیرستان)
پاخار (به لاتین: Pakhar) یک منطقهٔ مسکونی در روسیه است که در باشقیرستان واقع شده‌است.